# شورای علمی بین‌المللی
شورای علمی بین‌المللی یک سازمان مردم‌نهاد بین‌المللی است که سازمان‌های علمی در سطح‌های گوناگون در زمینه‌های علوم اجتماعی و علوم طبیعی را گرد هم می‌آورد. شورای علمی بین‌المللی در سال ۲۰۱۸ (میلادی) و با تلفیق شورای بین‌المللی علوم و شورای بین‌المللی علوم اجتماعی پدید آمد و آن را به یکی از بزرگترین سازمان‌های علمی در جهان بدل کرد.